# Ulica Świętego Ducha w Gdańsku
Ulica Świętego Ducha (dawniej platea Sancti Spiritus, ulica Św. Ducha, niem. Heilige Geistgasse) – jedna z ulic w Gdańsku na Głównym Mieście.
Najstarsze wzmianki o ulicy pochodzą z roku 1336. Nazwa wiąże się prawdopodobnie ze szpitalem św. Ducha, który w roku 1357 został przeniesiony w pobliże Bramy Zamkowej.
Ulica zaczyna się przy Targu Drzewnym i przebiega w kierunku Motławy. Początkiem ulicy była rozebrana w roku 1804 "Brama Dzwonna" (nazywana również "Ludwisarską") zaś końcem wychodząca na Długie Pobrzeże nadmotławska Brama Świętego Ducha. Obowiązujący miejscowy plan zagospodarowania przestrzennego zakłada odtworzenie zabudowy w dolnym przebiegu ulicy (m.in. "Ław Mięsnych"). Przy ulicy św. Ducha w domu o numerze 47 urodził się filozof Arthur Schopenhauer. Dorocznie na ulicy odbywa się tradycyjny Jarmark św. Dominika.
W roku 2015 przystąpiono do odbudowy 6 kamienic zlokalizowanych po południowej stronie ulicy. W przypadku dwóch na podstawie zachowanej dokumentacji nastąpiła pełna rekonstrukcja elewacji, natomiast pozostałe cztery posiadają współczesną formę architektoniczną z przeszkleniami parteru i jego posadzki (w celu uzyskania wglądu do historycznych piwnic). Nawiązanie do obiektów znajdujących się po przeciwnej stronie ulicy zapewniło zachowanie historycznej wysokości zabudowy. Zgodnie z planem miejscowym w budynkach miała nastąpić odbudowa przedproży, przynajmniej w symbolicznej formie. W piwnicach zachowane zostały fragmenty gotyckich murów. Odbudowa zakończyła się w końcu 2016 roku.
W maju 2017 rozpoczęła się przebudowa ulicy (przywrócenie brukowanej nawierzchni, nowe nasadzenia, likwidacja krawężników i in.), której zakończenie nastąpiło w grudniu 2017.
15 września 2018 nieopodal Kaplicy Królewskiej odsłonięto rekonstrukcję kamienia, wyznaczającego środek historycznego Gdańska.

## Kamieniczki i obiekty przy ul. św. Ducha

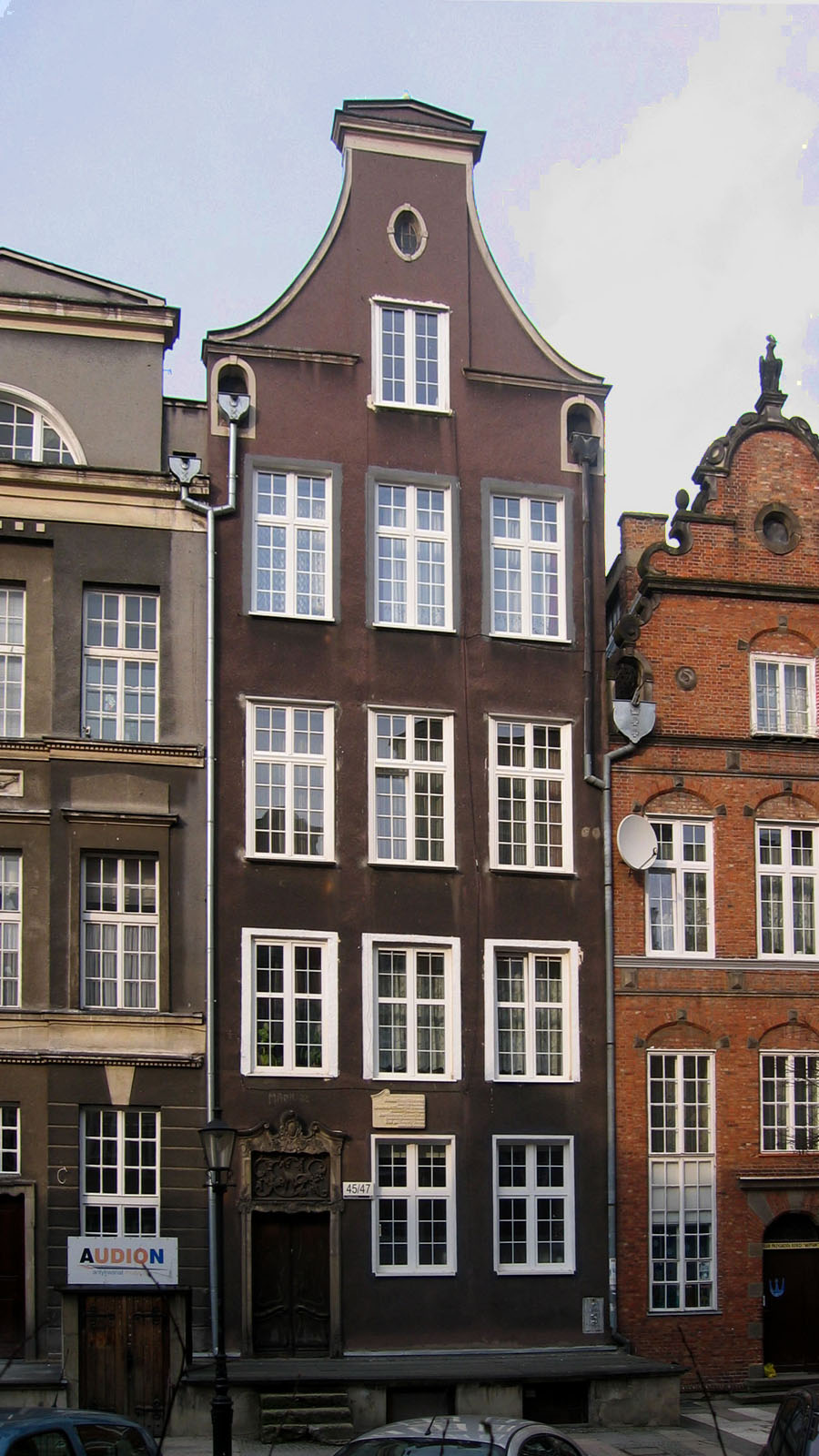
Dom nr 47 (dawniej 114) - miejsce urodzenia Arthura Schopenhauera
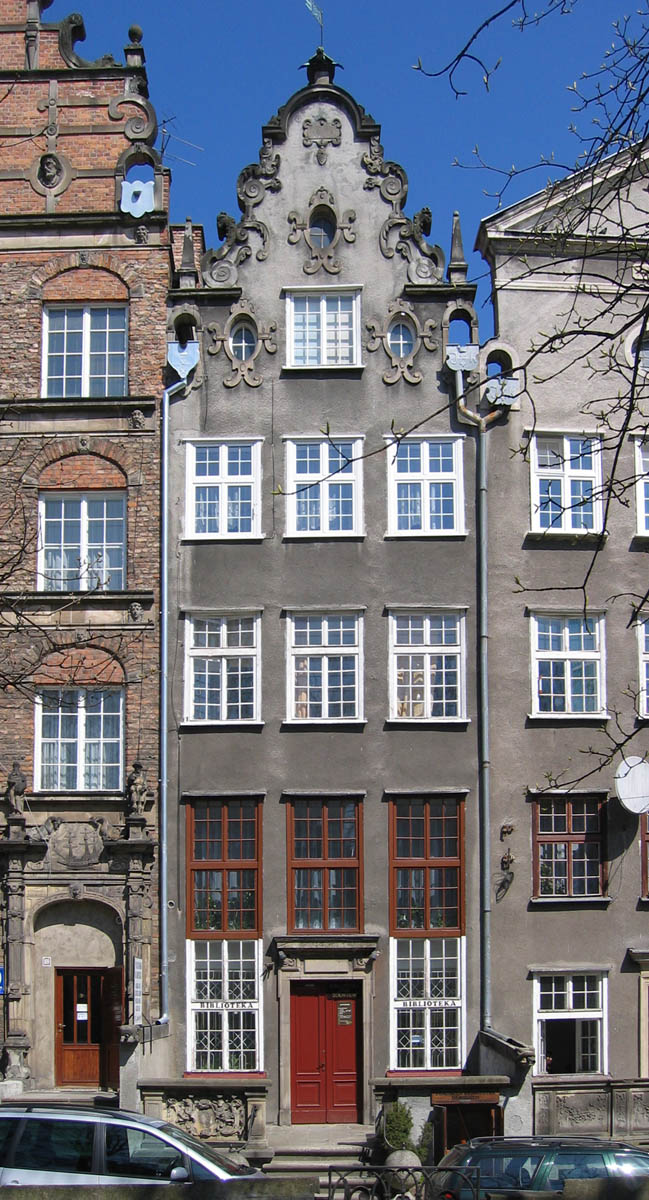
Dom nr 111 (dawniej 81) zwany Domem "Pod Żółwiem" z 1650 r.
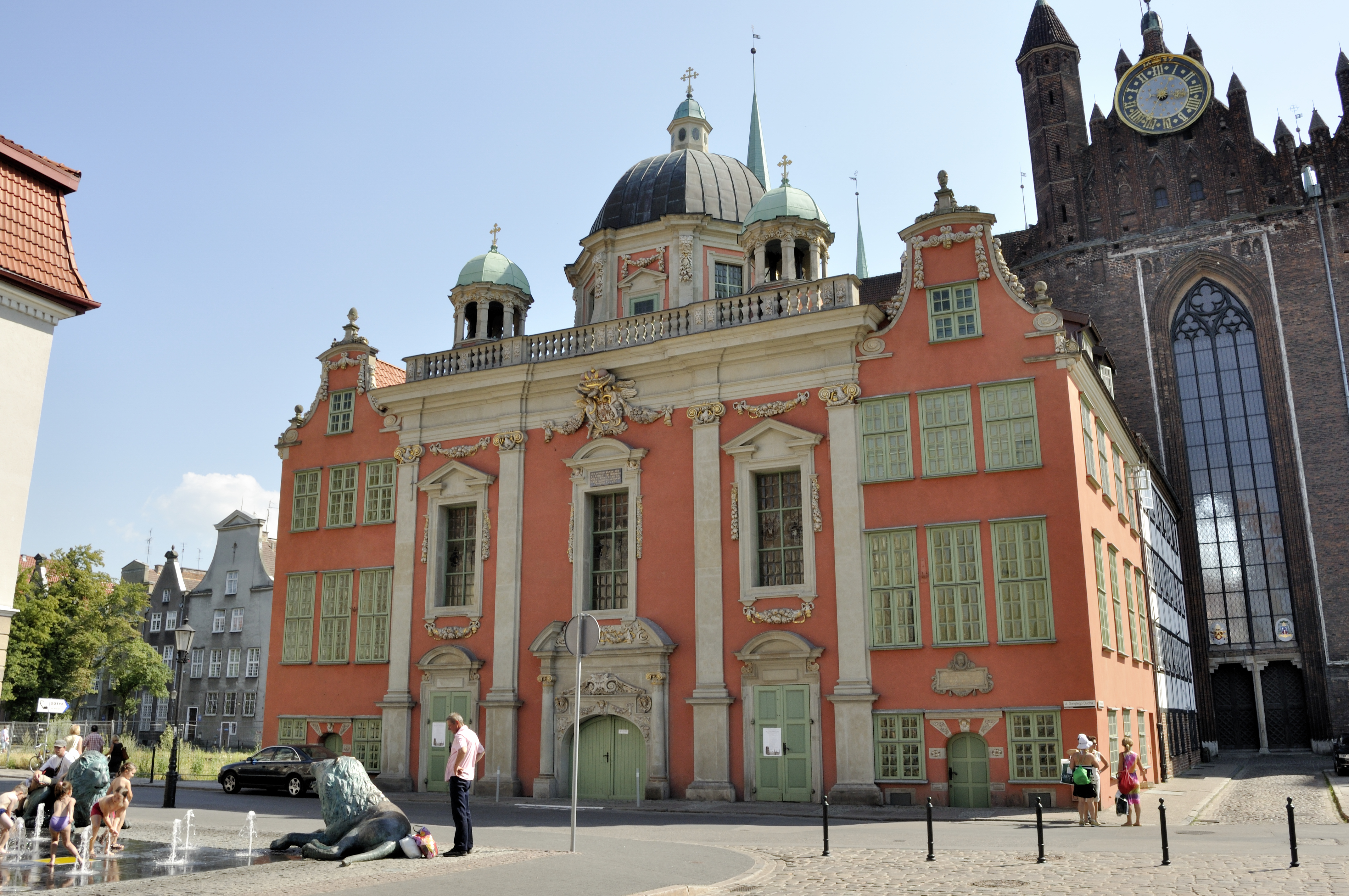
Fasada Kaplicy Królewskiej z l. 1678-81.
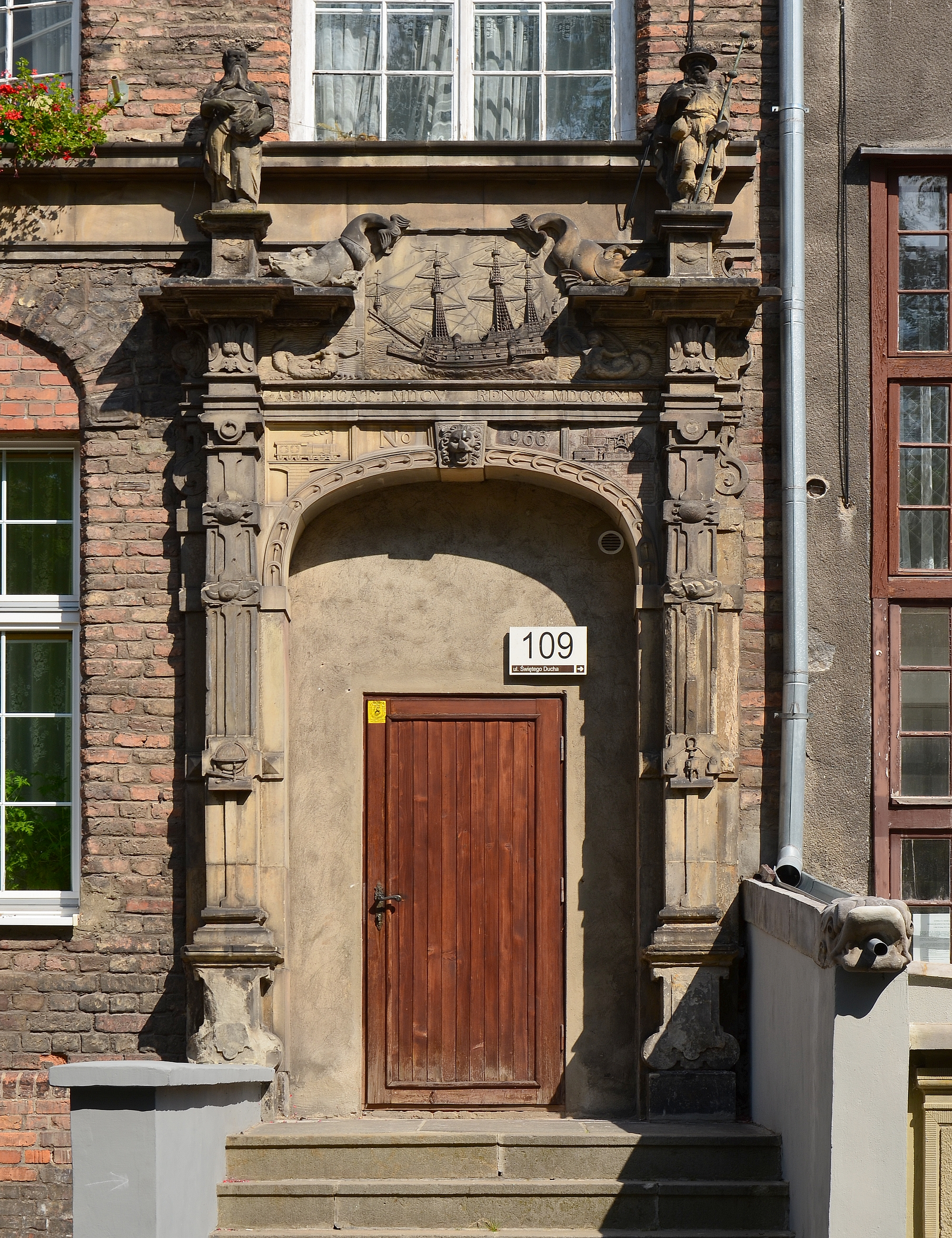
Portal Domu Żeglarzy (dom nr 109)
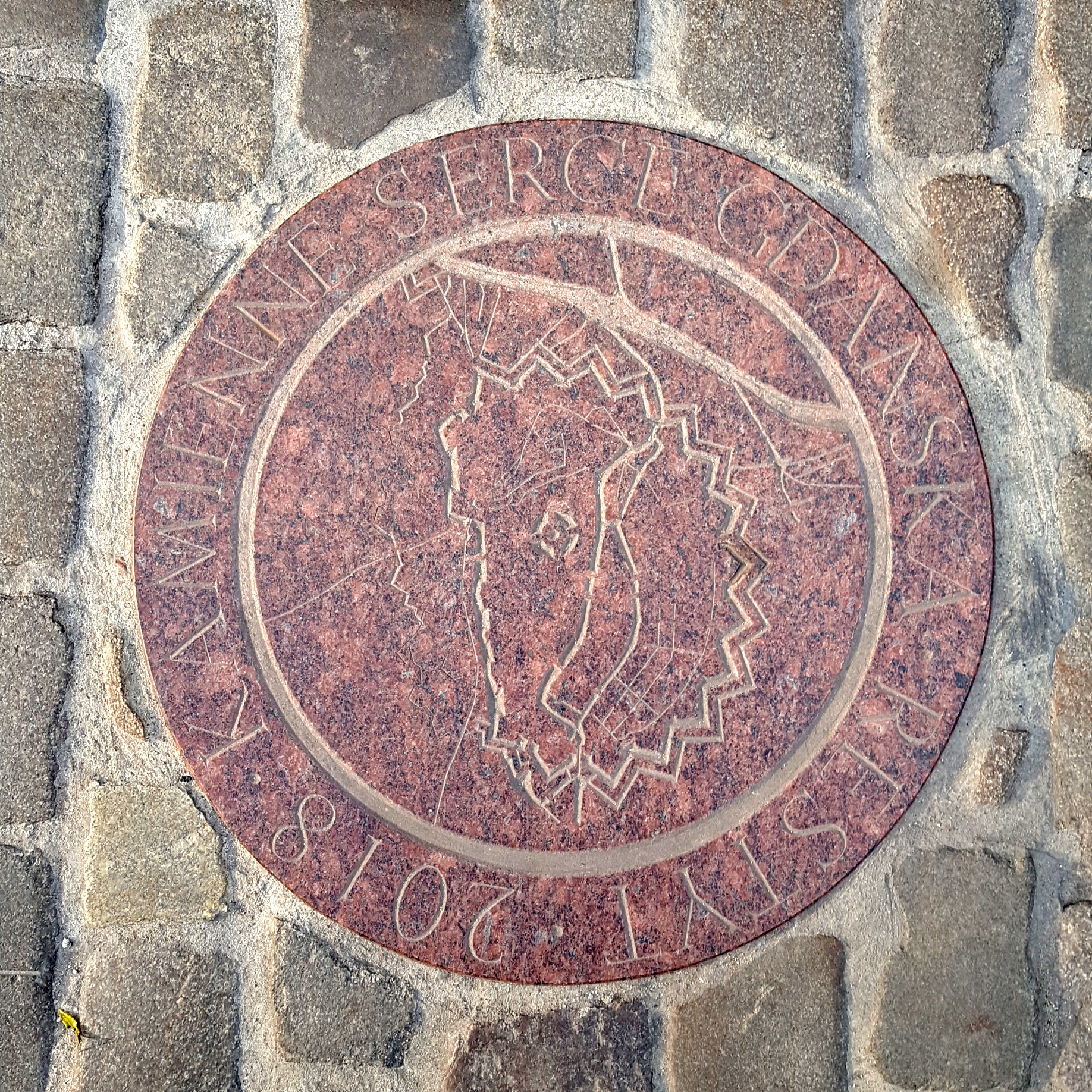
Kamienne Serce Gdańska

Znajdują się przy niej liczne kamieniczki, utrzymane w różnych stylach architektury (w większości odbudowane po II wojnie światowej) i często należące do znanych historycznych gdańskich osobistości. Do ciekawszych należą:
- Hotel "Wolne Miasto"
- Dom kapra Paula Beneke (zdobywcy obrazu Sąd Ostateczny)
- Dom Schopenhauerów (dawny dom burmistrza Gralatha)
- Dom Conradiego (gdańskiego burmistrza)
- Dom "Pod Żółwiem" - w XVIII wieku należał do Trosienerów, rodzinny dom Johanny Schopenhauer.
- Dom Groddecka (gdańskiego armatora)
- Kaplica Królewska
- Dom Strakowskiego (gdańskiego architekta Jana Strakowskiego)
- Dom Żeglarzy (należący do gdańskiej Gildii Szyprów)
- Dawna Kaplica Angielska